# Trópusi éjszaka
A trópusi éjszaka kifejezést sok európai országban használják azok napok leírására, amikor a minimum hőmérséklet nem esik 20 °C (68,0 °F) alá. Ez a meghatározás olyan országokban használatos, mint például az Egyesült Királyság, Ír Köztársaság, Spanyolország, Svédország, Norvégia, Hollandia, Németország, Finnország, Litvánia, Lettország, Magyarország, Románia, Olaszország, Szerbia és Horvátország. Ezzel szemben az Egyesült Államokban a fülledt éjszaka kifejezést akkor használják, ha a hőmérséklet nem esik 27 °C (80,6 °F) alá az Öböl- és az atlanti-óceáni államokban.
A trópusi éjszakák gyakoriak a hőhullámok idején, és többnyire tengereken, partokon és tavak környezetében fordulnak elő. Napsütéses és meleg időben a vízben tárolódik a hő, amely aztán éjszaka kibocsátódik, és az éjszakai hőmérsékletet fenntartja.

## Egyesült Királyság
A Met Office 2018-ban kezdte nyomon követni a „trópusi éjszakákat”. Ez a kritérium ritkán teljesül, az 1961 és 1990 közötti 30 év során 44 trópusi éjszaka volt, amelyek többsége 1976 és 1983 forró nyaraiban voltak feljegyezve. 1991 és 2020. augusztus 11. között 84 ilyen éjszakát regisztráltak, ebből 21-et 2008 óta. 2018- ban öt éjszaka volt, amelyek 20°C felett maradtak, 2019-ben pedig négy volt. 2020-ban is négy trópusi éjszakát regisztráltak, egyet júniusban és hármat augusztusban.
A történelmi 2022. júliusi hőhullám idején a július 18. és 19. közötti trópusi éjszakák volt a legmelegebbek, amikor az ország számos részén a hőmérséklet nem esett 25 °C alá. A rekordot 2022. július 19-én regisztrálta a Met Office az oxfordshire-i Shirburn Model Farmon, a hőmérséklet nem esett 26,8 °C alá, megdöntve ezzel az ország korábbi 23,9 °C-os rekordját. Ezt 2022. augusztus 23-án hivatalosan is megerősítették.

## Horvátország
Horvátországban ezt az eseményt általában „meleg éjszakának” nevezik ( horvátul: topla noć),  de a tropska noć is („trópusi éjszaka”) kifejezést is szokták alkalmazni. Egy „nagyon meleg éjszaka” (vrlo topla noć) akkor fordul elő, ha a hőmérséklet 25 °C (77,0 °F) felett marad egy éjszakán át. Trópusi éjszakák nyáron rendszeresen előfordulnak a tengerparton, de ritkábban a szárazföldön is. Az 1961–1990-es időszakban havonta átlagosan 10–20 trópusi éjszaka volt nyáron a tengerparton,de kevesebb mint egy évente a kontinentális Horvátország nagy részén.:41 2000 óta azonban egyre gyakoribbá váltak Zágrábban.  1990 és 2014 között Zágrábban évtizedenként további 19,5 trópusi éjszakát (növekvő tendenciát) regisztráltak. 2018 augusztusában a Zágráb–Grič Obszervatórium 24 trópusi éjszakát regisztrált, megdöntve a korábbi, 2003- as rekordot.

## Írország
Írországban két trópusi éjszakát figyeltek meg a Kerry megyei Valentia Obszervatóriumban egy 2021. júliusi hőhullám idején. Ez volt az első alkalom, hogy két trópusi éjszakát jegyeztek fel egymás után Írországban.

## Fordítás
Ez a szócikk részben vagy egészben  a   Tropical night című angol Wikipédia-szócikk ezen változatának fordításán alapul.  Az eredeti cikk szerkesztőit annak laptörténete sorolja fel. Ez a jelzés csupán a megfogalmazás eredetét és a szerzői jogokat jelzi, nem szolgál a cikkben szereplő információk forrásmegjelöléseként.

## Kapcsolódó szócikk
- Kánikula